# Phenanthridin
Phenanthridin ist eine chemische Verbindung aus der Gruppe der stickstoffhaltigen Heterocyclen. Formal leitet es sich von Phenanthren ab, indem ein Kohlenstoffatom gegen Stickstoff ausgetauscht wird. Ein Isomer des Phenanthridins mit drei linear angeordneten Ringen ist das Acridin.

## Gewinnung und Darstellung
Phenanthridin wurde 1889 zuerst von Amé Jules Pictet und H. Jan Ankersmit aus Benzalanilin durch Pyrolyse im Glührohr synthetisiert. Seine Derivate kommen natürlich in Amaryllidoideae vor.
Bei der Pictet-Hubert-Reaktion (1899) entsteht die Verbindung bei der Reaktion eines 2-Aminobiphenyl-Formaldehyd-Adduktes (ein N-Acyl-o-xenylamin) mit Zinkchlorid bei erhöhten Temperaturen. Die Reaktionsbedingungen wurden durch Morgan und Walls 1931 durch Ersatz des Metalles durch Phosphoroxychlorid und Verwendung von Nitrobenzol als Lösungsmittel verbessert. Aus diesem Grund wird die Reaktion auch Morgan-Walls-Reaktion genannt.
Die Reaktion ist ähnlich zur Bischler-Napieralski-Reaktion und der Pictet-Spengler-Reaktion. Auch die Herstellung beginnend mit Phenanthrachinon, N-Methylcarbazol, Fluorenonoxim oder Phenanthridonen ist möglich.
Aus halogenierten Benzylarylaminen können Phenanthridin und seine Derivate über Arine als Zwischenstufe synthetisiert werden.

## Eigenschaften
Phenanthridin ist ein farbloser bis hellbrauner Feststoff. Phenanthridin und seine Derivate sind tertiäre Basen und bilden mit Säuren Monosäuresalze.
Phenanthridin besitzt eine orthorhombische Kristallstruktur mit der Raumgruppe P212121 (Raumgruppen-Nr. 19).

## Verwendung
Phenanthridin stellt die Grundstruktur einiger Alkaloide (z. B. Fagaronin, genauer Hydrobenzo[c]-Phenanthridine), Arzneistoffe (z. B. Isometamidium) und anderer chemischer Verbindungen (z. B. Ethidiumbromid) dar.